# Mons Dilip
Der Mons Dilip ist ein Berg auf dem Erdmond. Sein Name wurde 1976 von einem indischen Männernamen abgeleitet. Er hat einen Durchmesser von rund 2 km und steht bei 5° 36' N / 120° 48' O.